# Saint-Aubin-des-Ormeaux
 Saint-Aubin-des-Ormeaux  es una población y comuna francesa, en la región de Países del Loira, departamento de Vendée, en el distrito de La Roche-sur-Yon y cantón de Mortagne-sur-Sèvre.

## Demografía
| 787 | 766 | 700 | 835 | 1027 | 1150 |
| Para los censos de 1962 a 1999 la población legal corresponde a la población sin duplicidades (Fuente: INSEE [Consultar]) |     |     |     |      |      |